# Acanthogorgia laxa
Acanthogorgia laxa is een zachte koraalsoort uit de familie Acanthogorgiidae. De koraalsoort komt uit het geslacht Acanthogorgia. Acanthogorgia laxa werd in 1889 voor het eerst wetenschappelijk beschreven door Wright & Studer. 